# Fed Cup 2014 – zóna Evropy a Afriky
Zóna Evropy a Afriky Fed Cupu 2014 byla jednou ze tří zón soutěže, kterých se účastnily státy ležící v daných regionech, v tomto případě týmy ze států nacházejících se na evropském a africkém kontinentu. Do soutěže zóny Evropy a Afriky nastoupilo 36 družstev, z toho šestnáct účastníků hrálo v 1. skupině, osm ve 2. skupině a dvanáct v kvalitativně nejnižší 3. skupině. Součástí herního plánu byly také tři baráže.

## 1. skupina
- Místo konání: SYMA Rendezvény és Kongresszusi Központ (Sportovní a kongresové centrum Syma), Budapešť, Maďarsko (hala, tvrdý)
- Datum: v týdnu od 3. února 2014
- Formát: Šestnáct týmů bylo rozděleno do čtyř bloků po čtyřech účastnících. Vítězové bloků se utkali v zápase o postup do baráže o Světovou skupinu II pro rok 2015 (vzájemné zápasy vítězů A–D a B–C). Družstva, která se umístila na druhém a třetím místě spolu sehrála zápasy o konečnou 5. až 12. příčku. Týmy ze čtvrtých míst se utkaly ve vzájemném zápase o udržení (vzájemné zápasy týmů A–D a B–C). Dva poražení sestoupili do 2. skupiny zóny Evropy a Afriky pro rok 2015.

### Bloky
|    | Blok A            | NED | BEL | CRO | LUX |
| 1. | Nizozemsko (3–0)  |     | 3–0 | 3–0 | 3–0 |
| 2. | Belgie (2–1)      | 0–3 |     | 3–0 | 3–0 |
| 3. | Chorvatsko (1–2)  | 0–3 | 0–3 |     | 3–0 |
| 4. | Lucembursko (0–3) | 0–3 | 0–3 | 0–3 |     |

|    | Blok B               | ROU | HUN | GBR | LAT |
| 1. | Rumunsko (3–0)       |     | 2–1 | 2–1 | 2–1 |
| 2. | Maďarsko (2–1)       | 1–2 |     | 2–1 | 2–1 |
| 3. | Velká Británie (1–2) | 1–2 | 1–2 |     | 2–1 |
| 4. | Lotyšsko (0–3)       | 1–2 | 1–2 | 1–2 |     |

|    | Blok C          | UKR | ISR | AUT | SLO |
| 1. | Ukrajina (3–0)  |     | 3–0 | 2–1 | 3–0 |
| 2. | Izrael (2–1)    | 0–3 |     | 2–1 | 2–1 |
| 3. | Rakousko (1–2)  | 1–2 | 1–2 |     | 3–0 |
| 4. | Slovinsko (0–3) | 0–3 | 1–2 | 0–3 |     |

|    | Blok D            | BLR | POR | TUR | BUL |
| 1. | Bělorusko (3–0)   |     | 3–0 | 3–0 | 2–1 |
| 2. | Portugalsko (2–1) | 0–3 |     | 2–1 | 2–1 |
| 3. | Turecko (1–2)     | 0–3 | 1–2 |     | 2–1 |
| 4. | Bulharsko (0–3)   | 1–2 | 1–2 | 1–2 |     |

### Baráž
| Pořadí       | tým bloku A    | výsledek | tým bloku D |
| ------------ | -------------- | -------- | ----------- |
| Postup       | Nizozemsko     | 2–0      | Bělorusko   |
| 5.–8. místo  | Belgie         | 2–1      | Portugalsko |
| 9.–12. místo | Chorvatsko     | 2–1      | Turecko     |
| Sestup       | Lucembursko    | 0–2      | Bulharsko   |
| Pořadí       | tým bloku B    | výsledek | tým bloku C |
| Postup       | Rumunsko       | 2–0      | Ukrajina    |
| 5.–8. místo  | Maďarsko       | 2–1      | Izrael      |
| 9.–12. místo | Velká Británie | 2–0      | Rakousko    |
| Sestup       | Lotyšsko       | 2–0      | Slovinsko   |

Výsledek
- Nizozemsko a Rumunsko postoupily do baráže Světové skupiny II pro rok 2015,
- Lucembursko a Slovinsko sestoupily do 2. skupiny zóny Evropy a Afriky pro rok 2015.

## 2. skupina
- Místo konání: Šiauliai Tennis School, Šiauliai, Litva (tvrdý, hala)
- Datum: 16.–19. dubna 2014
- Formát: Osm týmů bylo rozděleno do dvou bloků A a B. První dva týmy z každého bloku se utkaly v baráži o postup do 1. skupiny zóny Evropy a Afriky pro rok 2015, a to zápasem první z bloku A s druhým z bloku B a naopak. Vítěz každého utkání si zajistil postup. Třetí a čtvrté týmy z obou bloků sehrály zápas o udržení. Čtvrtý tým bloku B nastoupil s třetím z bloku A naopak. Poražení sestoupili do 3. skupiny zóny Evropy a Afriky pro rok 2015.

### Bloky
|    | Blok A                | LIE | FIN | LTU | MNE |
| 1. | Lichtenštejnsko (3–0) |     | 2–1 | 2–1 | 3–0 |
| 2. | Finsko (2–1)          | 1–2 |     | 2–1 | 3–0 |
| 3. | Litva (1–2)           | 1–2 | 1–2 |     | 3–0 |
| 4. | Černá Hora (0–3)      | 0–3 | 0–3 | 0–3 |     |

|    | Blok B                    | GEO | BIH | RSA | EGY |
| 1. | Gruzie (3–0)              |     | 3–0 | 2–1 | 3–0 |
| 2. | Bosna a Hercegovina (2–1) | 0–3 |     | 2–1 | 2–1 |
| 3. | Jižní Afrika (1–2)        | 1–2 | 1–2 |     | 3–0 |
| 4. | Egypt (0–3)               | 0–3 | 1–2 | 0–3 |     |

### Baráž
| Pořadí | první tým       | výsledek | druhý tým           |
| ------ | --------------- | -------- | ------------------- |
| Postup | Lichtenštejnsko | 2–0      | Bosna a Hercegovina |
| Postup | Gruzie          | 2–1      | Finsko              |
| Sestup | Jižní Afrika    | 3–0      | Černá Hora          |
| Sestup | Litva           | 1–2      | Egypt               |

Výsledek
- Lichtenštejnsko a Bosna a Hercegovina postoupily do 1. skupiny zóny Evropy a Afriky pro rok 2015,
- Černá Horá a Litva sestoupily do 3. skupiny zóny Evropy a Afriky pro rok 2015.

## 3. skupina
- Místo konání: Tenisové centrum Tere, Tallinn, Estonsko (tvrdý, hala)
- Datum: 5.–8. února 2014
- Formát: Dvanáct týmů bylo rozděleno do čtyř tříčlenných bloků. Vítězové bloků se utkali v zápase o postup do 2. skupiny zóny Evropy a Afriky pro rok 2015 (vzájemné zápasy vítězů A–C a B–D). Družstva, která se umístila na druhém a na třetím místě spolu sehrála utkání o konečnou 5. až 12. příčku, a to ve formátu bloků A–C a B–D.

|    | Blok A         | EST | NAM | ARM |
| 1. | Estonsko (2–0) |     | 3–0 | 3–0 |
| 2. | Namibie (1–1)  | 0–3 |     | 2–1 |
| 3. | Arménie (0–2)  | 0–3 | 1–2 |     |

|    | Blok B          | GRE | MDA | CYP |
| 1. | Řecko (2–0)     |     | 2–1 | 3–0 |
| 2. | Moldavsko (1–1) | 1–2 |     | 3–0 |
| 3. | Kypr (0–2)      | 0–3 | 0–3 |     |

|    | Blok C           | DEN | NOR | MAD |
| 1. | Dánsko (2–0)     |     | 2–1 | 3–0 |
| 2. | Norsko (1–1)     | 1–2 |     | 2–1 |
| 3. | Madagaskar (0–2) | 0–3 | 1–2 |     |

|    | Blok D       | IRL | MLT | ISL |
| 1. | Irsko (2–0)  |     | 2–1 | 3–0 |
| 2. | Malta (1–1)  | 1–2 |     | 3–0 |
| 3. | Island (0–2) | 0–3 | 0–3 |     |

### Baráž
| Pořadí       | tým bloku A | výsledek | tým bloku C |
| ------------ | ----------- | -------- | ----------- |
| Postup       | Estonsko    | 2–0      | Dánsko      |
| 5.–8. místo  | Namibie     | 0–3      | Norsko      |
| 9.–12. místo | Arménie     | 1–2      | Madagaskar  |
| Pořadí       | tým bloku B | výsledek | tým bloku D |
| Postup       | Řecko       | 1–2      | Irsko       |
| 5.–8. místo  | Moldavsko   | 3–0      | Malta       |
| 9.–12. místo | Kypr        | 3–0      | Island      |

Výsledek
- Estonsko a Irsko postoupily do 2. skupiny zóny Evropy a Afriky pro rok 2015.